# Lomonosovrug

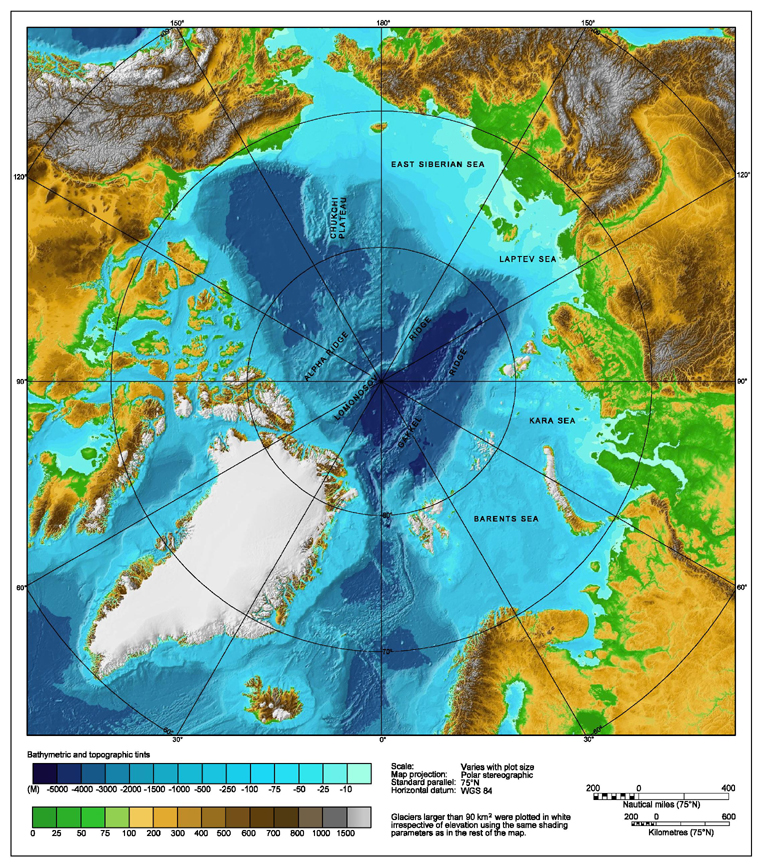
Bathymetrische kaart van de Noordelijke IJszee. De Lomonosovrug loopt over de Noordpool.

De Lomonosovrug (Engels: Lomonosov Ridge, Russisch: Хребет Ломоносова; Chrebet Lomonosova) is een onderzeese rug (rif) in de Noordelijke IJszee. De rug strekt zich uit over een lengte van 1800 kilometer van de Nieuw-Siberische Eilanden over het centrale deel van de oceaan naar het eiland Ellesmere van de Canadese Arctische Eilanden.
De breedte van de Lomonosovrug varieert tussen de 60 en de 400 kilometer en de hoogte varieert tussen de 3.300 en 3.700 meter boven de zeebodem. Het hoogste punt bevindt zich 954 meter onder de zeespiegel. De hellingen van de rug zijn relatief steil, worden onderbroken door kloven en zijn bedekt met siltlagen.
De Lomonosovrug werd in 1948 ontdekt door Sovjetexpedities en werd vernoemd naar de Russische wetenschapper Michail Lomonosov.
In het gebied bevinden zich grote aardgas- en aardolievoorraden.

## Russische territoriale claims
Begin 21e eeuw haalde de geologische structuur van het rif de internationale media. Russische atoomijsbrekers kwamen na een aantal weken onderzoek terug met het sensationele nieuws dat de Lomonosovrug met Rusland zou zijn verbonden. Op 20 december 2001 diende Rusland daarop een officieel verzoek bij de commissie van de Verenigde Naties over de grenzen van het continentaal plat in overeenstemming met het VN-Zeerechtverdrag, artikel 76, paragraaf 8. Dit document stelde voor om de grenzen van het continentaal plat van Rusland opnieuw vast te stellen, ver voorbij de 200-mijlszone, maar wel binnen de Russische Arctische sector. Het gebied dat wordt geclaimd door Rusland is een grote taartpunt van de Arctis, met inbegrip van de noordpool. Een van de argumenten die naar voren werd gebracht in het voorstel is dat de onderzeese Lomonosovrug en de Mendelejevrug onderzeese verlengingen vormen van het Eurazische continent. Het verzoek werd afgewezen vanwege te weinig wetenschappelijke onderbouwing en in 2002 werd door de VN-commissie daarop aanbevolen om nader onderzoek te doen naar de kwestie.
Het voorstel heeft geleid tot tegenreacties van andere landen die aan de Arctis grenzen. Deense wetenschappers hopen te kunnen bewijzen dat de Lomonosovrug een onderzeese verlenging is van Groenland, waardoor Denemarken eveneens claims kan leggen op het gebied. Canada meent eveneens dat de rug een verlenging is van haar continentaal plat. In april 2007 werd een gezamenlijk team van Canadese en Deense wetenschappers uitgestuurd om de rug in kaart te brengen als een mogelijk precedent voor het vaststellen van de soevereiniteit over het gebied. Eind juni 2007 claimden Russische wetenschappers onder leiding van Artoer Tsjilingarov dat de Rug een verlenging vormt van het Russische territorium. De als populistisch bekendstaande Russischtalige krant Komsomolskaja Pravda toonde een kaart van het gebied met een Russische vlag erop, nadat Tsjilingarov met een onderzoeksschip, de Akademik Fjodorov en de atoomijsbreker Rossija, naar de noordpool was gevaren en er met de minionderzeeboten Mir-1 en Mir-2 onderzoek had verricht naar het rif.

## Deense territoriale claims
Eind 2014 maakte Denemarken aanspraak op 895.000 km² zeebodem, meer dan twintig keer de grootte van Denemarken, in het noordpoolgebied. Het land heeft de claim ingediend bij de Verenigde Naties. In 2012 trokken Deense wetenschappers naar het gebied om te onderzoeken of Groenland, dat Deens is, een geheel vormt met de Noordpool. Uit het onderzoek is gebleken dat een bergketen Groenland met de Noordpool verbindt. Het VN-panel gaat de wetenschappelijke resultaten bekijken en het kan nog jaren duren voordat een besluit valt wordt genomen.